# Tierps landsfiskalsdistrikt
Tierps landsfiskalsdistrikt var 1918–1964 ett landsfiskalsdistrikt i Uppsala län, bildat när Sveriges indelning i landsfiskalsdistrikt trädde i kraft den 1 januari 1918, enligt beslut den 7 september 1917. Den 1 januari 1965 avskaffades i Sverige samtliga landsfiskaler och landsfiskalsdistrikt, och deras arbetsuppgifter delades upp på de nyskapade indelningarna polisdistrikt, åklagardistrikt och kronofogdedistrikt.
Landsfiskalsdistriktet låg under länsstyrelsen i Uppsala län.

## Ingående områden
När Sveriges nya indelning i landsfiskalsdistrikt trädde i kraft den 1 oktober 1941 (enligt kungörelsen den 28 juni 1941) tillfördes Tolfta landskommun från det upplösta Västlands landsfiskalsdistrikt. Den 1 januari 1947 upphörde distriktsåklagartjänsten i Tierps köping, och åklagartjänsten i köpingen skulle istället hanteras av landsfiskalen i distriktet. När Sveriges nya indelning i landsfiskalsdistrikt trädde i kraft den 1 januari 1952 (enligt kungörelsen 1 juni 1951) ändrades distriktets omfattning.

### Från 1918
Örbyhus härad:
- Söderfors landskommun
- Tierps landskommun

#### Tillkomna senare
- Tierps köping: Utbruten ur Tierps landskommun den 1 januari 1920.

### Från 1 oktober 1941
Örbyhus härad:
- Söderfors landskommun
- Tierps köping (endast i polis- och utsökningshänseende; köpingen hade en egen distriktsåklagare)[3]
- Tierps landskommun
- Tolfta landskommun

### Från 1947
Örbyhus härad:
- Söderfors landskommun
- Tierps köping
- Tierps landskommun
- Tolfta landskommun

### Från 1 januari 1952
- Söderfors landskommun
- Tierps köping
- Tierps landskommun